# Echinocereus nivosus
Echinocereus nivosus är en kaktusväxtart som beskrevs av Charles Edward Glass och R.A. Foster. Echinocereus nivosus ingår i släktet Echinocereus och familjen kaktusväxter. Inga underarter finns listade i Catalogue of Life.